# Wassersterne
Wassersterne (Callitriche) bilden eine Pflanzengattung innerhalb der Familie der Wegerichgewächse (Plantaginaceae).

## Beschreibung

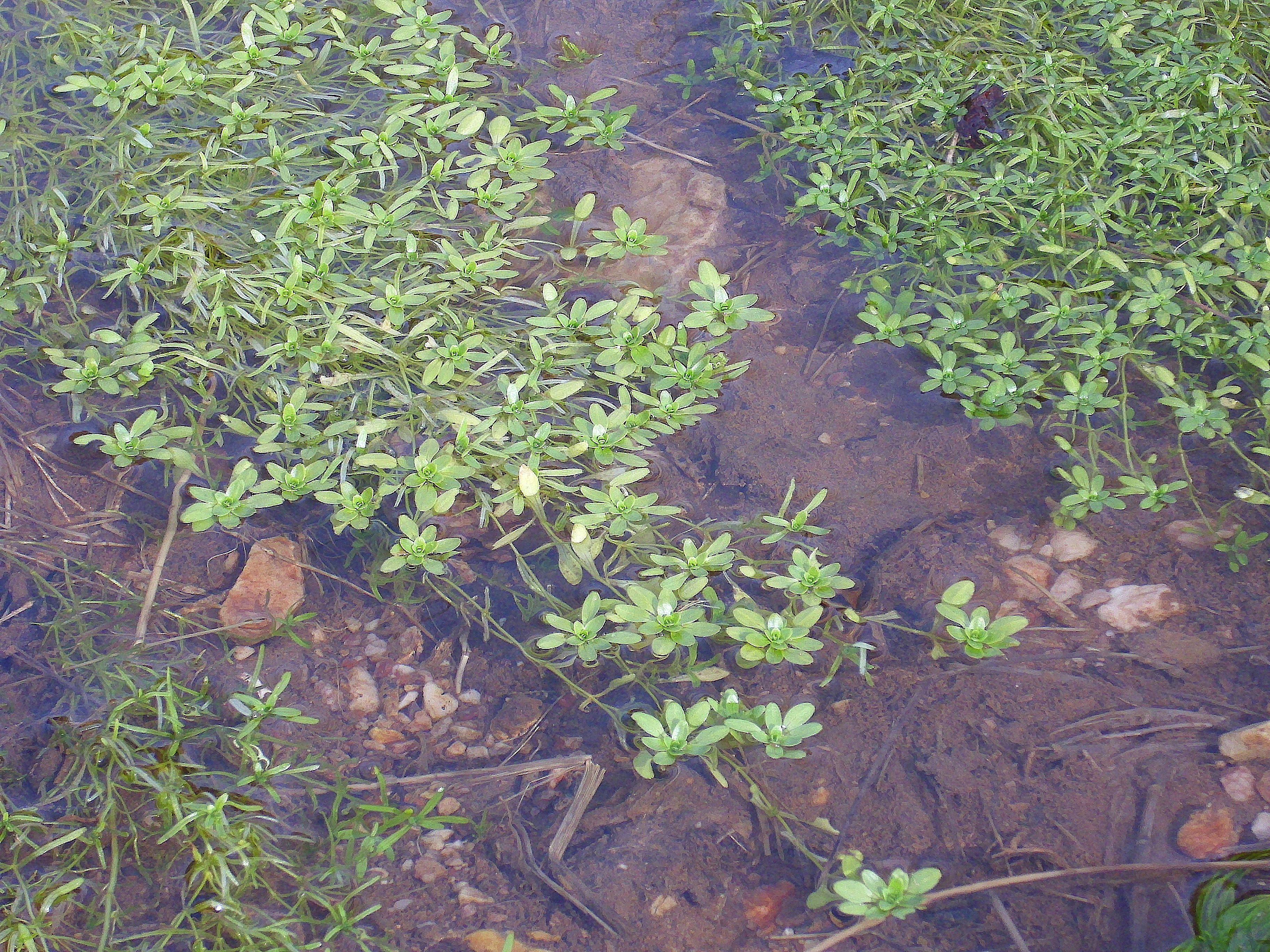
Stielfrüchtiger Wasserstern (Callitriche brutia)

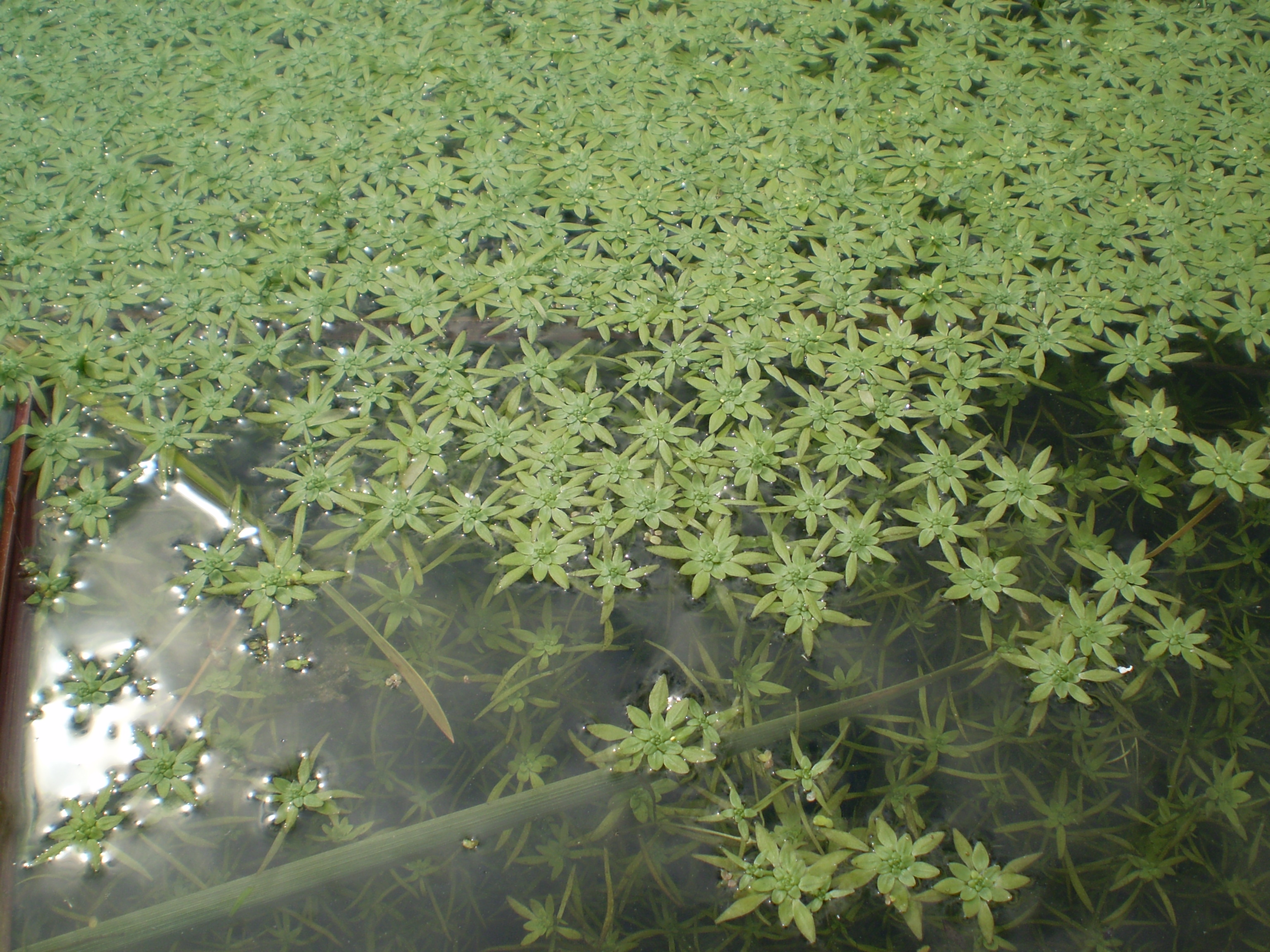
Stumpfkantiger Wasserstern (Callitriche cophocarpa)

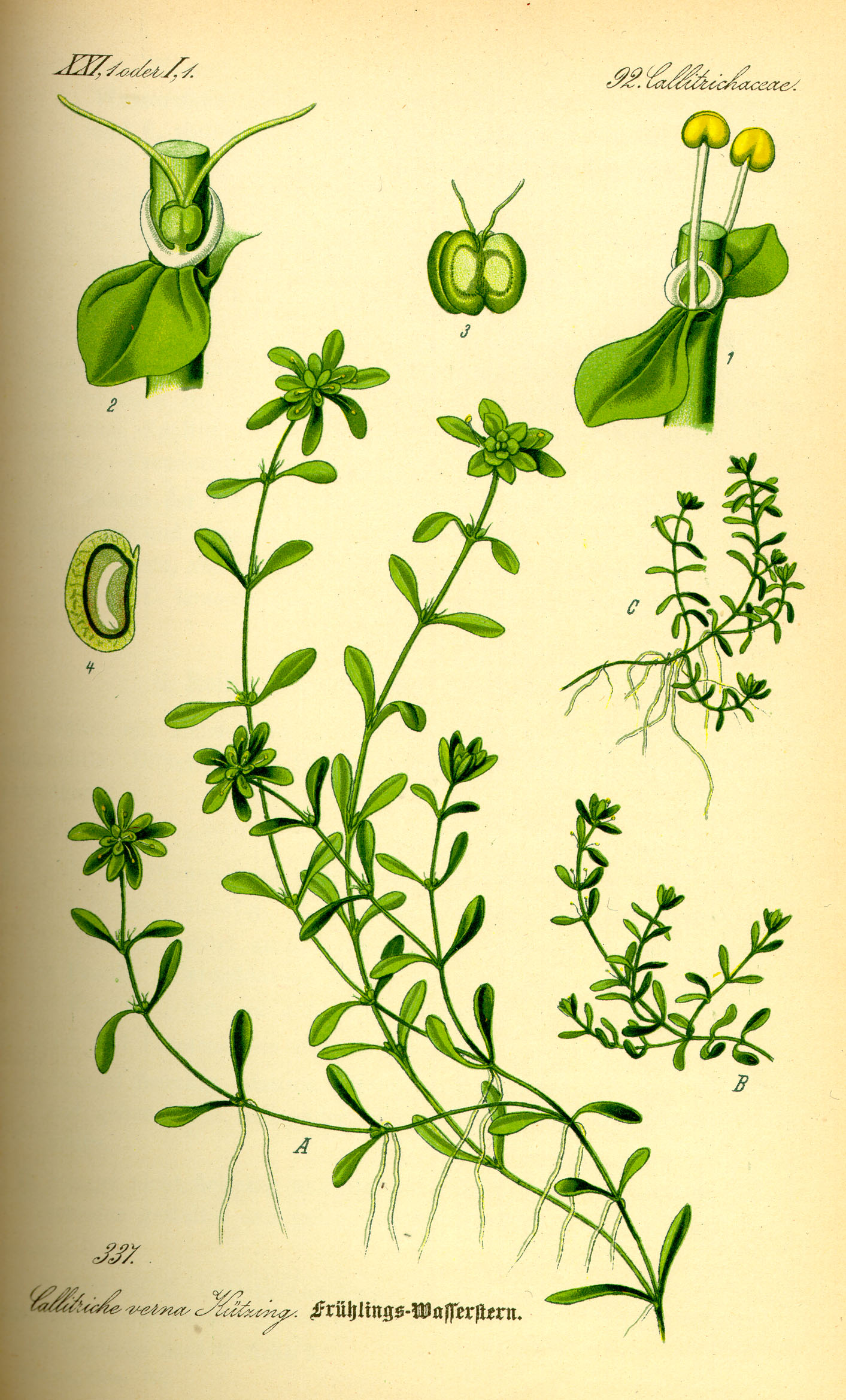
Sumpf-Wasserstern (Callitriche palustris), Illustration

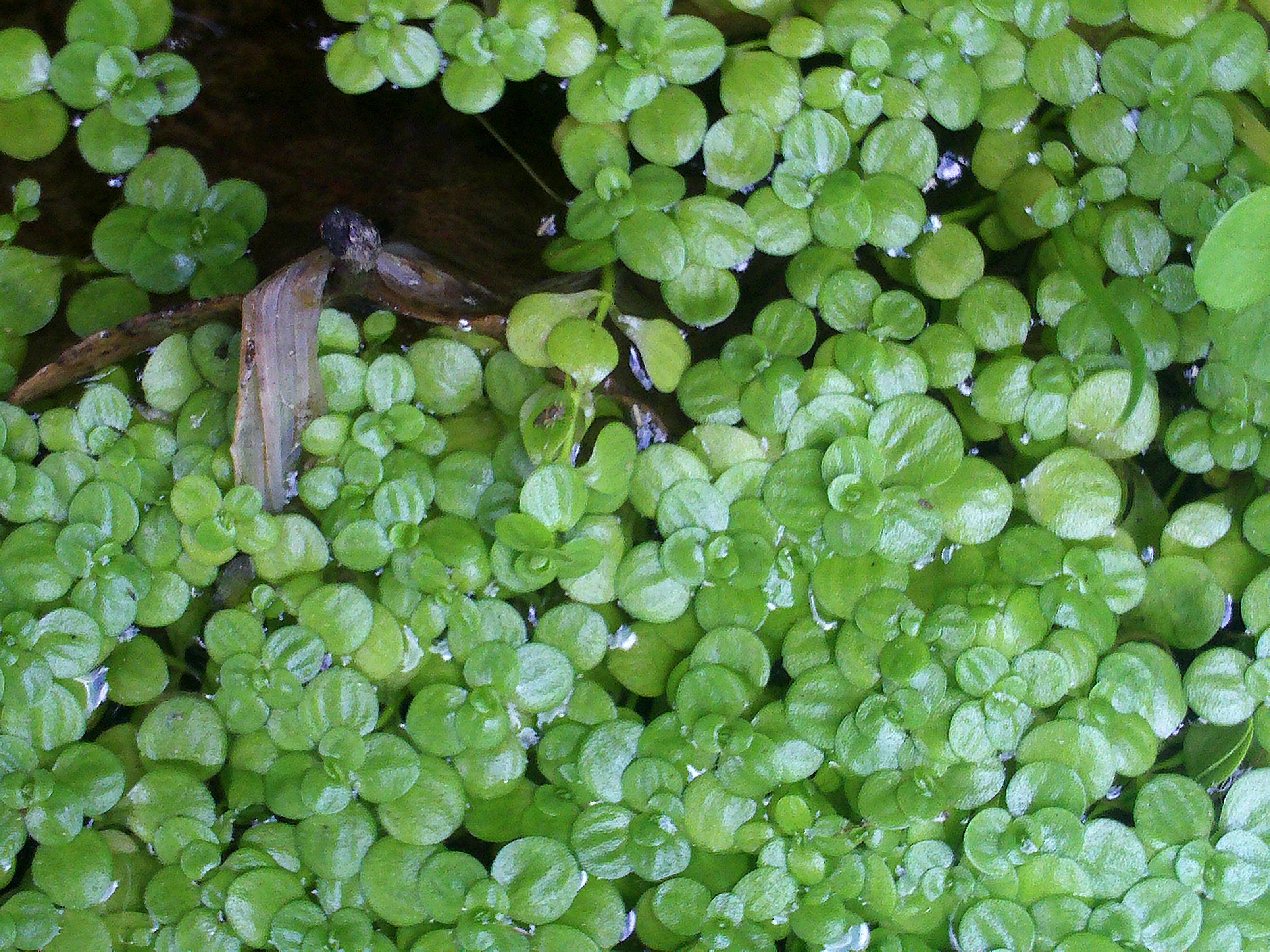
Teich-Wasserstern (Callitriche stagnalis)

### Vegetative Merkmale
Die Wassersterne sind kriechende auf dem Boden oder teilweise oder ganz unter der Wasseroberfläche lebende, ein- bis mehrjährige krautige Pflanzen. Die Sprossachse wächst fadenförmig und ist mit gegenständigen, nebenblattlosen Laubblättern besetzt. Die Form und Anordnung der Blätter variiert stark in Abhängigkeit vom Standort. Unter der Wasseroberfläche befindliche Pflanzen haben oftmals lanzettliche oder linealische Blätter und lange Internodien. Pflanzen, deren Sprossachse über dem Wasser wächst, haben kürzere Internodien, so dass die dann elliptischen oder spatelförmigen Blätter in Rosetten stehen. Terrestrisch wachsende Pflanzen haben meist eiförmige oder fast kreisförmige Blätter. In den Achseln der Sprossachse stehen drüsige Schuppen, sowohl Sprossachse als auch Laubblätter sind mit schuppenförmigen Trichomen besetzt.

### Generative Merkmale
Die Wasserstern-Arten sind einhäusig (monözisch) oder zweihäusig (diözisch) getrenntgeschlechtig. Die eingeschlechtigen Blüten stehen in den Achseln und kommen entweder einzeln oder paarweise mit einer männlichen und einer weiblichen Blüte vor. Eine Blütenhülle ist nicht vorhanden, zwei Tragblätter sind halbmondförmig ausgeprägt oder fehlen ebenfalls. Die männliche Blüten bestehen meist nur aus einem einzelnen, selten bis zu drei Staubblatt/Staubblättern mit einem schlanken Staubfaden und einem nierenförmigen Staubbeutel. In den weiblichen Blüten sind zwei Fruchtblätter zu einem oberständigen Fruchtknoten verwachsen, der durch eine falsche Scheidewand in vier Kammern geteilt ist. In jeder Fruchtknotenkammer befindet sich eine einzelne anatrope Samenanlage. Die zwei freien Griffel sind fadenförmig.
Die Frucht ist eine Zerfallfrucht, die in vier einsamige, mehr oder weniger geflügelte Teilfrüchte zerfällt. Die Samen besitzen ein fleischiges Endosperm.

## Systematik und Verbreitung
Die Gattung Callitriche wurde durch Carl von Linné aufgestellt. Der Gattungsname Callitriche leitet sich von griechischen Wörtern kallos für körperliche Schönheit und thrix und trichos für Haar (wegen der Wuchsform) ab.
Die Stellung der Gattung Callitriche innerhalb der Bedecktsamer war wegen eines Mangels an Merkmalen, insbesondere wegen der stark reduzierten Blüten, lange unklar. Zum Teil wurden sie in einer monogenerischen Familie Callitrichaceae geführt. Sie werden nach Erkenntnissen der Molekularbiologie in die Familie der Wegerichgewächse (Plantaginaceae) eingeordnet.
Die Gattung der Wassersterne (Callitriche), kommt mit 25 bis 30 Arten weltweit (mit Ausnahme Südafrikas) vor.
In Deutschland wurden folgende Wasserstern-Arten nachgewiesen:
- Stielfrüchtiger Wasserstern (Callitriche brutia Petagna, Syn.: Callitriche pedunculata DC.): Er kommt in Süd- und Westeuropa vor, östlich bis Italien, nördlich bis Südschweden.[2]
- Stumpfkantiger Wasserstern (Callitriche cophocarpa Sendtner, Syn.: Callitriche polymorpha Lönnr.)
- Haken-Wasserstern (Callitriche hamulata Kütz. ex W.D.J.Koch, Syn.: Callitriche intermedia Hoffm.): Er ist in Europa weitverbreitet.[2]
- Herbst-Wasserstern (Callitriche hermaphroditica L., Syn.: Callitriche autumnalis L., Callitriche virens Goldb.): Er kommt in Europa hauptsächlich in Nord- und Osteuropa vor.[2]
- Nussfrüchtiger Wasserstern (Callitriche obtusangula Le Gall)
- Sumpf-Wasserstern (Callitriche palustris L., Syn.: Callitriche verna L., Callitriche vernalis W.D.J.Koch)
- Flachfrüchtiger Wasserstern (Callitriche platycarpa Kütz.): Er kommt in Europa und in der Türkei vor, hauptsächlich in Nordwest- und Mitteleuropa.[2]
- Teich-Wasserstern (Callitriche stagnalis Scop.): Er kommt ursprünglich in Eurasien und Nordafrika vor und ist in Nordamerika, Australien und Neuseeland ein Neophyt.[3]
- Gestutzter Wasserstern (Callitriche truncata Guss.; Syn.: Callitriche hermaphroditica subsp. truncata (Guss.) Jahand. & Maire): Er kommt in Europa hauptsächlich in Süd- und West-Europa vor; sein Verbreitungsgebiet umfasst aber auch Nordafrika und Vorderasien.[4][5][2] Man kann drei Unterarten unterscheiden.[5]

Weitere Arten in Europa und im Mittelmeerraum sind:
- Callitriche cribrosa Schotsman: Sie kommt in Marokko, Algerien, Spanien, Portugal und Italien vor.[5]
- Callitriche lenisulca Clavaud: Sie kommt in Südeuropa und Vorderasien vor.[5]
- Callitriche lusitanica Schotsman, die in Portugal, Spanien, Marokko, Algerien und Tunesien vorkommt.[5]
- Callitriche pulchra Schotsman, die auf der südlichsten griechischen Insel, auf Gavdos, auf Zypern und in Libyen vorkommt.[5]
- Callitriche regis-jubae Schotsman: Sie kommt in Marokko, Tunesien, Spanien, Portugal und Sardinien vor.[5]

Dazu wurden aus Nordamerika eingeschleppt und sind in Frankreich stellenweise eingebürgert die Arten:
- Callitriche peploides Nutt.
- Callitriche terrestris Rafin.

Weitere Arten sind:
- Callitriche antarctica Engelm. ex Hegelm.: Sie kommt auf Inseln der Subantarktis vor.[6]
- Callitriche deflexa A. Braun ex Hegelm.: Sie kommt in Südamerika vor.[3]
- Callitriche fallax Petrov: Dieser Endemit kommt nur im Kamtschatka vor.[3]
- Callitriche lechleri (Hegelm.) Fassett: Sie kommt in Argentinien, Chile und Uruguay vor.[3]